# Byurakan

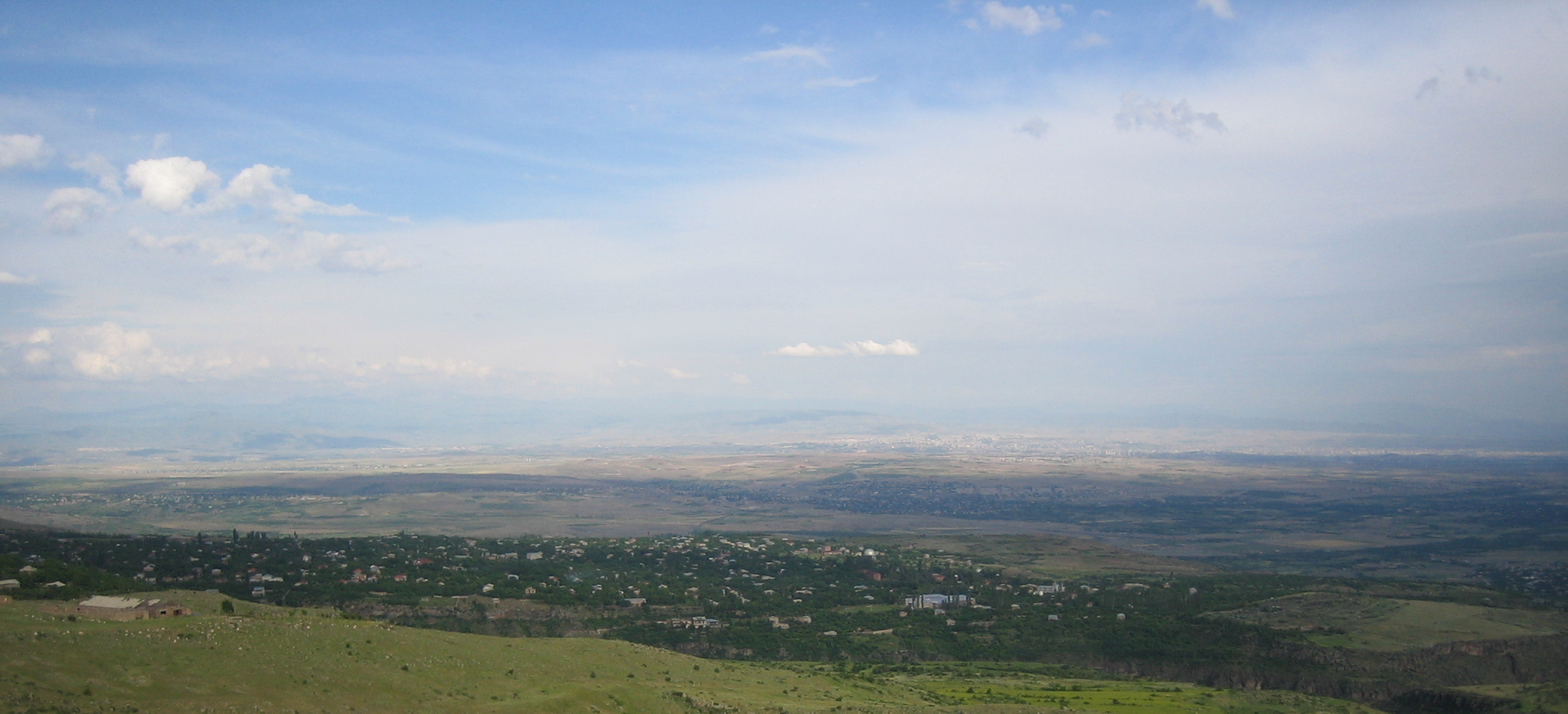
Vedere panoramică la Byurakan

Byurakan sau Biurakan (în armeană Բյուրական) este o localitate rurală în Armenia, situată în  marz Aragatsotn, pe versantul sud-estic al Muntelui Aragats. Număra 4.561 de locuitori în 2009.
Localitatea Byurakan este cunoscută prin existența aici, din 1946 a Observatorului Astrofizic din Byurakan, fondat de astrofizicianul Viktor Amazaspovici Ambarțumian.

## Denumirea localității
Numele localității înseamnă „mai multe izvoare” (în limba armeană, literal: „zece mii de izvoare”). 